# Canton (Maine)
Canton és una població dels Estats Units a l'estat de Maine (EUA). Segons el cens del 2000 tenia 1.121 habitants.

## Demografia
Segons el cens del 2000, Canton tenia 1.121 habitants, 400 habitatges, i 273 famílies. La densitat de població era de 15 habitants per km².
Dels 400 habitatges en un 33,3% hi vivien nens de menys de 18 anys, en un 52% hi vivien parelles casades, en un 12% dones solteres, i en un 31,8% no eren unitats familiars. En el 25% dels habitatges hi vivien persones soles el 10,5% de les quals corresponia a persones de 65 anys o més que vivien soles. El nombre mitjà de persones vivint en cada habitatge era de 2,54 i el nombre mitjà de persones que vivien en cada família era de 3,06.
Per edats la població es repartia de la següent manera: un 23,9% tenia menys de 18 anys, un 5,5% entre 18 i 24, un 30,3% entre 25 i 44, un 21,6% de 45 a 60 i un 18,6% 65 anys o més.
L'edat mediana era de 40 anys. Per cada 100 dones de 18 o més anys hi havia 97,5 homes.
La renda mediana per habitatge era de 32.625 $ i la renda mediana per família de 40.469 $. Els homes tenien una renda mediana de 31.607 $ mentre que les dones 21.094 $. La renda per capita de la població era de 14.065 $. Entorn del 14% de les famílies i el 19,4% de la població estaven per davall del llindar de pobresa.